# Іто Сатіко
Іто Сатіко  (яп. 伊藤幸子, 11 жовтня 1975) — японська софтболістка, олімпійська чемпіонка.

## Виступи на Олімпіадах
| Олімпіада  | Дисципліна | Місце  |
| ---------- | ---------- | ------ |
| Пекін 2008 | софтбол    | Золото |